# Senegalia rugata
Acacia abstergens é uma espécie de leguminosa do gênero Acacia, pertencente à família Fabaceae.